# James White (Künstler)
 James White (* 1967 in Tiverton) ist ein britischer Maler, der in London lebt und arbeitet.

## Leben
James White schloss 1991 das Royal College of Art in London mit einem Master of Arts ab. 2006 gewann er den John Moores 24 Painting Prize.

## Werk
James White ist bekannt für seine klein- bis mittelformatigen Schwarzweiß-Gemälde, die sich auf Holztafeln oder Aluminiumwabenplatten hinter Plexiboxen befinden. Whites photorealistische Sujets sind immer wieder Hotelbadezimmer oder Alltagsobjekte, wobei er sich an den glänzenden Oberflächen und raffinierten Licht- und Schattensituationen abarbeitet. Seine Darstellung der Maserungen von Holzpanelen, Ablageflächen aus Marmor, reflektierende Spiegel, Metallstangen, Lichtbrechung in Wassergläsern, Karton und Zellophanfolie, stumpfes Plastik oder weiche Handtücher bestechen durch ihre Stofflichkeit.
Viele Gemälde beinhalten Spiegel und reflektierende Oberflächen, welche die enge Bildfläche in eine weitere Dimension öffnen und den Betrachtern die Illusion oder eine verzerrte Ahnung von dem ermöglichen, was außerhalb der Bildfläche liegt. Dies weckt im Betrachter Assoziationen zu Film und seinen Techniken: in Cutaway shots fixiert die Kamera in einer kurzen Sequenz ein Objekt, das mit der Haupthandlung in Zusammenhang steht, um die Atmosphäre oder die Geschwindigkeit im Film zu ändern. Die Handlung kann außerhalb des Bildausschnittes weitergehen oder eine Parallelhandlung wird eingeführt. So scheint es sich auch mit Whites Ausschnitten zu verhalten, denn die eigentliche, vielleicht dramatische Handlung seiner Szenen spielt sich außerhalb des Sichtbaren ab. Es bleibt dem Betrachter überlassen, den Raum mit seiner Handlung weiterzuspinnen und ihn mit Bedeutung anzufüllen.

## Ausstellungen
Neben Ausstellungen in internationalen Galerien wurden James Whites Arbeiten u. a. in der Goss-Michael Foundation in Dallas, der Kunsthal Rotterdam, dem Neuen Museum Weserburg, dem Institute of Contemporary Arts in London oder der Walker Art Gallery in Liverpool gezeigt.

## Werke in öffentlichen Sammlungen
- Kistefos Museum, Oslo
- Goss-Michael Foundation, Dallas
- Olbricht Collection, Essen/Berlin
- The Saatchi Collection, London
- Pinault Collection, Venedig